# Couffoulens
Couffoulens is een gemeente in het Franse departement Aude in de regio Occitanie en telt 541 inwoners (1999). De plaats maakt deel uit van het arrondissement Carcassonne.

## Geografie
De oppervlakte van Couffoulens bedraagt 9,5 km², de bevolkingsdichtheid is 56,9 inwoners per km².

## Verkeer en vervoer
In de gemeente liggen de spoorwegstations Couffoulens - Leuc en Madame.
De onderstaande kaart toont de ligging van Couffoulens met de belangrijkste infrastructuur en aangrenzende gemeenten.

## Demografie
Onderstaande figuur toont het verloop van het inwonertal (bron: INSEE-tellingen).

Vanwege een beveiligingsprobleem met de MediaWiki Graph-software is het momenteel niet mogelijk deze grafiek weer te geven. Zodra de software is bijgewerkt zal de grafiek vanzelf weer zichtbaar worden.